# Autoroute A7 (Portugal)
Pour les articles homonymes, voir Autoroute A7.
L'autoroute portugaise A7 relie l'  à hauteur de Vila do Conde à l' à hauteur de Vila Pouca de Aguiar en passant par Vila Nova de Famalicão, Guimarães et Fafe. Elle traverse la région nord du pays parallèlement à l'. Sa longueur est de 103 kilomètres.

## Péage
Cette autoroute est payante (concessionnaire: Aenor). Un trajet Vila do Conde-Vila Pouca de Aguiar pour un véhicule léger coute 8€85.

## Historique des tronçons
| Tronçon                                | État                                   | km   |
| -------------------------------------- | -------------------------------------- | ---- |
| Vila do Conde - Vila Nova de Famalicão | En service (2005) (Concession : Norte) | 20,3 |
| Vila Nova de Famalicão - Serzedelo     | En service (1999) (Concession : Norte) | 17,4 |
| Serzedelo - Fafe                       | En service (2005) (Concession : Norte) | 18,8 |
| Fafe - Cabeceiras de Basto             | En service (2004) (Concession : Norte) | 20   |
| Cabeceiras de Basto - Ribeira de Pena  | En service (2005) (Concession : Norte) | 13,3 |
| Ribeira de Pena -                      | En service (2007) (Concession : Norte) | 14   |

## Trafic
| Section                               | Trafic (en véhicules par jour) en 2010 |
| ------------------------------------- | -------------------------------------- |
| Vila do Conde - Rio Mau               | 8606                                   |
| Rio Mau - Vila Nova de Famalicão      | 9145                                   |
| Vila Nova de Famalicão -              | 19375                                  |
| - Vermoim                             | 22041                                  |
| Vermoim - Serzedelo                   | 18909                                  |
| Serzedelo - Guimarães-Ouest ()        | 19089                                  |
| Guimarães-Ouest () - Guimarães-Sud    | 10064                                  |
| Guimarães-Sud - Felgueiras ()         | 11147                                  |
| Felgueiras () - Fafe                  | 8141                                   |
| Fafe - Cabeceiras de Basto            | 7531                                   |
| Cabeceiras de Basto - Ribeira de Pena | 6562                                   |
| Ribeira de Pena -                     | 6256                                   |

## Capacité
| Section                                | Capacité | Longueur |
| -------------------------------------- | -------- | -------- |
| Vila do Conde - Serzedelo              |          | 33 km    |
| Serzedelo - Guimarães-Ouest            |          | 4 km     |
| Guimarães-Ouest - Vila Pouca de Aguiar |          | 66 km    |

## Itinéraire

Carte de l'A7

| Sorties                          | Villes                                               |
| -------------------------------- | ---------------------------------------------------- |
| 01                               | Vila do Conde Viana do Castelo Porto                 |
| 02                               | Touguinha                                            |
| 03                               | Rio Mau                                              |
| Péage de Junqueira               |                                                      |
| 04                               | Vila Nova de Famalicão                               |
| 05                               | Braga Porto                                          |
| Aire de service de Seide (km 23) |                                                      |
| 06                               | Vermoim                                              |
| 07                               | Serzedelo                                            |
| 08                               | Braga - Guimarães-Ouest                              |
| Début du tronc commun avec l'A11 |                                                      |
| 09                               | Guimarães-Sud Vizela                                 |
| 10                               | Felgueiras                                           |
| Fin du tronc commun avec l'A11   |                                                      |
| Aire de service de Fafe (km 54)  |                                                      |
| 11                               | Fafe                                                 |
| 12                               | Arco de Baúlhe Cabeceiras de Basto Celorico de Basto |
| 13                               | Ribeira de Pena                                      |
| Aire de service de Alvão (km 97) |                                                      |
| Péage de Vila Pouca de Aguiar    |                                                      |
| 14                               | Chaves Vila Pouca de Aguiar - Vila Real              |